# Waabi
Waabi — канадская компания-стартап, работающая в сфере искусственного интеллекта. Специализируется на разработке технологий для автономных грузовых перевозок.

## История
Waabi основана в 2021 году Ракель Уртасун и базируется в Торонто. Компания фокусируется на создании систем искусственного интеллекта для беспилотных грузовиков, используя для разработки и тестирования платформу симуляции Waabi World.
В июне 2024 года компания привлекла дополнительное финансирование в размере 200 млн долларов. В число инвесторов также вошли Khosla Ventures, Porsche, Scania и Ingka. Привлечённые инвестиции направлены на ускорение разработки и коммерциализации технологий автономных грузоперевозок.
В феврале 2025 года Waabi объявила о привлечении 280 млн долларов инвестиций от Uber, Nvidia, Khosla Ventures и Volvo.

## Технология
Система искусственного интеллекта Waabi, имитирует человеческое мышление, что позволяет ей эффективно обрабатывать разнообразные дорожные ситуации, включая те, с которыми она ранее не сталкивалась. В основе подхода Waabi лежит использование генеративного искусственного интеллекта. Компания применяет виртуальную среду Waabi World, которая автоматически создаёт цифровые копии реального мира, моделирует работу датчиков и различные стресс-сценарии для обучения ИИ. Этот метод, по утверждению компании, позволяет обучать системы быстрее, дешевле и безопаснее, чем традиционные методы, основанные на сборе данных в реальных условиях. В отличие от подхода Waabi, компания Tesla, например, обучает свою систему Full Self-Driving, анализируя миллионы видеозаписей реальных дорожных ситуаций.
Waabi планирует начать коммерческие пилотные проекты с грузовиками Volvo в Техасе в 2025 году. Компания также намерена продемонстрировать готовую к эксплуатации версию своего беспилотного грузовика на дорогах общего пользования к концу 2025 года, а запуск первых полностью автономных коммерческих грузоперевозок Waabi ожидает в 2026 году. В ближайшие планы компании также входит расширение парка тестируемых грузовиков и укрепление сотрудничества с логистическими компаниями.